# Pentila parapetreia
Pentila parapetreia är en fjärilsart som beskrevs av Hans Rebel 1908. Pentila parapetreia ingår i släktet Pentila och familjen juvelvingar. Inga underarter finns listade i Catalogue of Life.